# Krypton-82
Krypton-82 of 82Kr is een stabiele isotoop van krypton, een edelgas. Het is een van de zes stabiele isotopen van het element, naast krypton-78, krypton-80, krypton-83, krypton-84 en krypton-86. De abundantie op Aarde bedraagt 11,58%.
Krypton-82 ontstaat onder meer bij het radioactief verval van seleen-82, broom-82 en rubidium-82.
69Kr · 70Kr · 71Kr · 72Kr · 73Kr · 73mKr · 74Kr · 75Kr · 76Kr · 77Kr · 78Kr · 79Kr · 79mKr · 80Kr · 81Kr · 81mKr · 82Kr · 83Kr · 83m1Kr · 83m2Kr · 84Kr · 84mKr · 85Kr · 85m1Kr · 85m2Kr · 86Kr · 87Kr · 88Kr · 89Kr · 90Kr · 91Kr · 92Kr · 93Kr · 94Kr · 95Kr · 96Kr · 97Kr · 98Kr · 99Kr · 100Kr · 101Kr